# Aerodramus bartschi
Andorinhão-das-marianas  ou salangana-das-marianas (Aerodramus bartschi) é uma espécie de ave da família Apodidae.
Pode ser encontrada nos seguintes países: Guam, Marianas Setentrionais e Estados Unidos da América.
Os seus habitats naturais são: florestas subtropicais ou tropicais húmidas de baixa altitude, florestas de mangal tropicais ou subtropicais e pastagens.